# Igor Rossi
Igor Rossi Branco (ur. 10 marca 1989 w Campinas) – brazylijski piłkarz występujący na pozycji obrońcy w saudyjskim klubie Al-Faisaly Harma. W swojej karierze reprezentował również SC Internacional, Clube Náutico Capibaribe, CS Marítimo i Heart of Midlothian. Wychowanek SC Internacional. Posiada również włoski paszport.

## Sukcesy

### Klubowe
Al-Faisaly
- Zdobywca Pucharu Króla: 2020/2021

## Życie prywatne
Ma młodszego brata Raphaela, który również jest piłkarzem. Obecnie reprezentuje polski Radomiak Radom.

## Statystyki kariery
| Klub                 | Sezon              | Liga                      | Liga    | Liga | Puchar ligi | Puchar ligi | Puchar kraju | Puchar kraju | Kontynentalne | Kontynentalne | Suma    | Suma |
| Klub                 | Sezon              | Poziom                    | Występy | Gole | Występy     | Gole        | Występy      | Gole         | Występy       | Gole          | Występy | Gole |
| -------------------- | ------------------ | ------------------------- | ------- | ---- | ----------- | ----------- | ------------ | ------------ | ------------- | ------------- | ------- | ---- |
| SC Internacional     | 2010               | Gaúcho 1. Div.            | 3       | 0    | 0           | 0           | 0            | 0            | 0             | 0             | 3       | 0    |
| Clube Náutico (wyp.) | 2010               | Série B                   | 0       | 0    | 0           | 0           | 1            | 0            | 0             | 0             | 1       | 0    |
| CS Marítimo          | 2011/2012          | Primeira Liga             | 5       | 0    | 1           | 0           | 2            | 0            | 0             | 0             | 7       | 0    |
| CS Marítimo          | 2012/2013          | Primeira Liga             | 6       | 1    | 1           | 0           | 1            | 1            | 4             | 0             | 10      | 1    |
| CS Marítimo          | 2013/2014          | Primeira Liga             | 12      | 1    | 3           | 0           | 2            | 0            | 0             | 0             | 14      | 1    |
| CS Marítimo          | 2014/2015          | Primeira Liga             | 2       | 0    | 1           | 0           | 0            | 0            | 0             | 0             | 2       | 0    |
| CS Marítimo          | Łącznie            | Łącznie                   | 25      | 2    | 6           | 0           | 5            | 1            | 4             | 0             | 40      | 3    |
| CS Marítimo B        | 2011/2012          | II Divisão – Zona Norte   | 19      | 2    | –           | –           | –            | –            | –             | –             | 19      | 2    |
| CS Marítimo B        | 2012/2013          | Segunda Liga              | 9       | 0    | –           | –           | –            | –            | –             | –             | 9       | 0    |
| CS Marítimo B        | 2014/2015          | Segunda Liga              | 10      | 1    | –           | –           | –            | –            | –             | –             | 10      | 1    |
| CS Marítimo B        | Łącznie            | Łącznie                   | 37      | 5    | –           | –           | –            | –            | –             | –             | 37      | 5    |
| Heart of Midlothian  | 2015/2016          | Scottish Premier League   | 29      | 2    | 4           | 0           | 2            | 0            | 0             | 0             | 35      | 2    |
| Heart of Midlothian  | 2016/2017          | Scottish Premier League   | 20      | 0    | 1           | 0           | 0            | 0            | 3             | 2             | 24      | 2    |
| Heart of Midlothian  | Łącznie            | Łącznie                   | 49      | 2    | 5           | 0           | 2            | 0            | 3             | 2             | 59      | 4    |
| Al-Faisaly           | 2016/2017          | Saudi Professional League | 11      | 0    | –           | –           | 3            | 0            | 0             | 0             | 14      | 0    |
| Al-Faisaly           | 2017/2018          | Saudi Professional League | 24      | 3    | –           | –           | 4            | 0            | 0             | 0             | 28      | 3    |
| Al-Faisaly           | 2018/2019          | Saudi Professional League | 27      | 4    | –           | –           | 1            | 0            | 0             | 0             | 28      | 4    |
| Al-Faisaly           | 2019/2020          | Saudi Professional League | 30      | 4    | –           | –           | 1            | 0            | 0             | 0             | 31      | 4    |
| Al-Faisaly           | 2020/2021          | Saudi Professional League | 25      | 1    | –           | –           | 3            | 0            | 0             | 0             | 28      | 1    |
| Al-Faisaly           | 2021/2022          | Saudi Professional League | 10      | 0    | –           | –           | 0            | 0            | 0             | 0             | 10      | 0    |
| Al-Faisaly           | Łącznie            | Łącznie                   | 127     | 12   | –           | –           | 12           | 0            | 0             | 0             | 139     | 12   |
| Łącznie w karierze   | Łącznie w karierze | Łącznie w karierze        | 241     | 21   | 11          | 0           | 20           | 1            | 7             | 2             | 279     | 24   |